# Cristo recogiendo sus vestiduras
Cristo recogiendo sus vestiduras es una escena de la Pasión de Cristo representada frecuentemente en la pintura y escultura del barroco español. 
Esta escena debió de suceder después del episodio de la flagelación, tras el motivo conocido en la iconografía cristiana como el Cristo en la columna, y antes de su presentación al pueblo por Pilatos, o ecce homo, pero no está descrito en los Evangelios canónicos. Este episodio está extraído de algunas meditaciones sobre la pasión de Cristo, concretamente de las de los místicos jesuitas Diego Álvarez de Paz y Luis de la Puente, en las que se explicaba que Jesús recogió sus vestiduras después de la flagelación, a causa del pudor. María de Jesús de Ágreda —contemporánea de Zurbarán— comenta: «A más de los dolores del cuerpo, fueron inefables los que sufrió su purísima alma al presentarse desnudo [...] Los mismos verdugos [...] le mandaron se vistiese luego de su túnica que le habían quitado».
Aunque los cuatro evangelistas no coinciden totalmente en el orden de los hechos y no hablan propiamente de flagelación, esta escena debió de suceder en el pretorio de Jerusalén, gobernado por Poncio Pilato, y los versículos que mejor lo refieren son Mt. 27:26-31 y Mc 15:15-20.
Ejemplos de esta iconografía son la pinturas de Cristo flagelado recogiendo su túnica de Zurbarán, en la iglesia parroquial de Jadraque, y las tallas de Jesús Flagelado concebida por Luis Salvador Carmona para la sacristía de La Clerecía de Salamanca, el Cristo del Mayor Dolor de Andrés de Carvajal y Campos en la Iglesia Colegial de San Sebastián de Antequera o la imagen anónima ermita de San Sebastián del municipio cordobés de Benamejí.